# Dyan Webber
Dyan Webber (9 de abril de 1966) es una deportista estadounidense que compitió en atletismo. Ganó una medalla de plata en el Campeonato Mundial de Atletismo en Pista Cubierta de 1993, en la prueba de 4 × 400 m.

## Palmarés internacional
| Campeonato Mundial en Pista Cubierta | Campeonato Mundial en Pista Cubierta | Campeonato Mundial en Pista Cubierta | Campeonato Mundial en Pista Cubierta |
| Año                                  | Lugar                                | Medalla                              | Prueba                               |
| ------------------------------------ | ------------------------------------ | ------------------------------------ | ------------------------------------ |
| 1993                                 | Toronto (Canadá)                     | Medalla de plata                     | 4 × 400 m                            |